# Валь-д'Ізер
Валь-д'Ізе́р (фр. Val-d'Isère) — муніципалітет у Франції, у регіоні Овернь-Рона-Альпи, департамент Савоя. Населення — 1580 осіб (01.01.2021).
Муніципалітет розташований на відстані близько 520 км на південний схід від Парижа, 170 км на схід від Ліона, 85 км на схід від Шамбері.

## Історія
До 2015 року муніципалітет перебував у складі регіону Рона-Альпи. Від 1 січня 2016 року належить до нового об'єднаного регіону Овернь-Рона-Альпи.

## Демографія
Динаміка населення (INSEE ):
Розподіл населення за віком та статтю (2006):
| Стать | Всього | До 15 років | 15-24 | 25-44 | 45-64 | 65-85 | Понад 85 |
| --- | ------ | ----------- | ----- | ----- | ----- | ----- | -------- |
| Чоловіки | 905    | 189         | 91    | 384   | 221   | 20    | 0        |
| Жінки | 818    | 146         | 79    | 320   | 233   | 32    | 8        |
| \| Статево-вікова піраміда \| Статево-вікова піраміда \| Статево-вікова піраміда \| \| ----------------------- \| ----------------------- \| ----------------------- \| \| Чоловіки \| Вік \| Жінки \| \| 0 \| 85 + \| 8 \| \| 12 \| 80-84 \| 4 \| \| 0 \| 75-79 \| 4 \| \| 4 \| 70-74 \| 8 \| \| 4 \| 65-69 \| 16 \| \| 36 \| 60-64 \| 24 \| \| 87 \| 55-59 \| 71 \| \| 55 \| 50-54 \| 75 \| \| 43 \| 45-49 \| 63 \| \| 95 \| 40-44 \| 51 \| \| 107 \| 35-39 \| 115 \| \| 95 \| 30-34 \| 95 \| \| 87 \| 25-29 \| 59 \| \| 55 \| 20-24 \| 59 \| \| 36 \| 15-20 \| 20 \| \| 71 \| 10-14 \| 28 \| \| 51 \| 5-9 \| 43 \| \| 67 \| 0-4 \| 75 \| |        |             |       |       |       |       |          |
| Статево-вікова піраміда |        |             |       |       |       |       |          |
| Чоловіки | Вік    | Жінки       |       |       |       |       |          |
| 0 | 85 +   | 8           |       |       |       |       |          |
| 12 | 80-84  | 4           |       |       |       |       |          |
| 0 | 75-79  | 4           |       |       |       |       |          |
| 4 | 70-74  | 8           |       |       |       |       |          |
| 4 | 65-69  | 16          |       |       |       |       |          |
| 36 | 60-64  | 24          |       |       |       |       |          |
| 87 | 55-59  | 71          |       |       |       |       |          |
| 55 | 50-54  | 75          |       |       |       |       |          |
| 43 | 45-49  | 63          |       |       |       |       |          |
| 95 | 40-44  | 51          |       |       |       |       |          |
| 107 | 35-39  | 115         |       |       |       |       |          |
| 95 | 30-34  | 95          |       |       |       |       |          |
| 87 | 25-29  | 59          |       |       |       |       |          |
| 55 | 20-24  | 59          |       |       |       |       |          |
| 36 | 15-20  | 20          |       |       |       |       |          |
| 71 | 10-14  | 28          |       |       |       |       |          |
| 51 | 5-9    | 43          |       |       |       |       |          |
| 67 | 0-4    | 75          |       |       |       |       |          |

## Економіка
2010 року серед 1089 осіб працездатного віку (15—64 років) 964 були активними, 125 — неактивними (показник активності 88,5%, у 1999 році було 88,9%). З 964 активних мешканців працювало 957 осіб (490 чоловіків та 467 жінок), безробітними було 7 (3 чоловіки та 4 жінки). Серед 125 неактивних 55 осіб було учнями чи студентами, 29 — пенсіонерами, 41 була неактивною з інших причин.

У 2010 році в муніципалітеті числилось 752 оподатковані домогосподарства, у яких проживали 1565,0 особи, медіана доходів виносила 21 639,5 євро на одного особоспоживача

## Курорт
Після другої світової війни Валь-д'Ізер почав розвиватися, як курорт. Після 2000 років курорт став знаменитим і за дороговизною навіть обійшов інший не менш відомий сусідній курорт Куршевель.

## Галерея

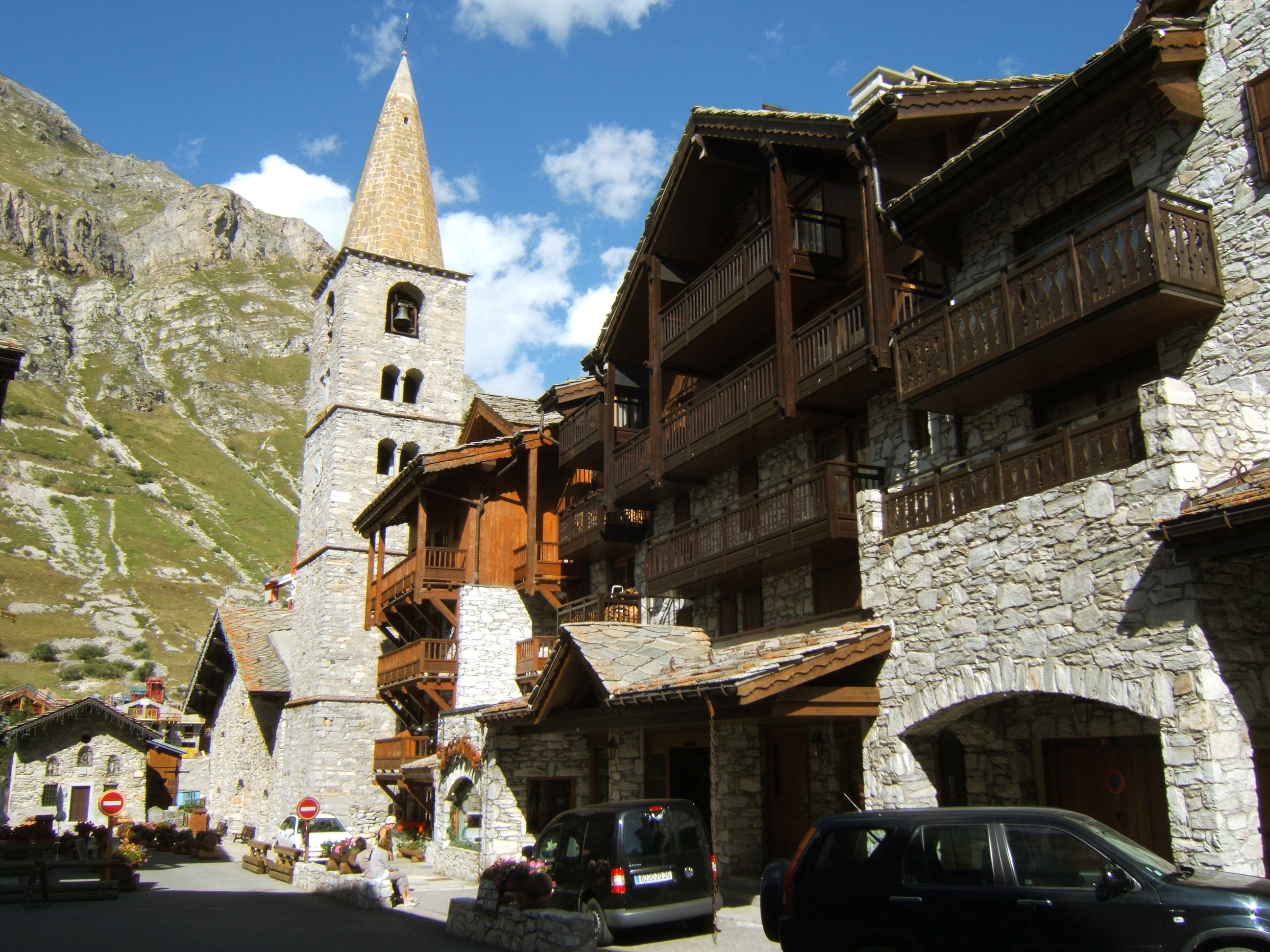
Церква Сен-Бернар-де-Альп.
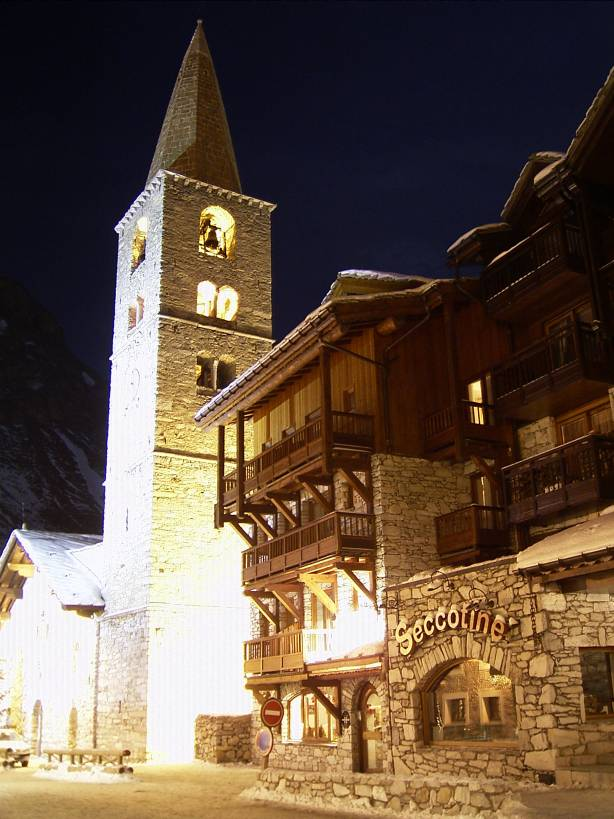
Церква Валь-д'Ізера.